# Garde rapprochée
Pour plus de détails, voir Fiche technique et Distribution.
Garde rapprochée (titre original : Man of the House) est un film américain réalisé par Stephen Herek et écrit par John J. McLaughlin et Scott Lobdell, sorti le 25 février 2005.

## Synopsis
Sharp est un Texas Ranger qui a voué sa vie à la traque du crime et à la défense de la justice. Habitué à tous les dangers, spécialiste du haut risque, il est aujourd'hui à la recherche d'un informateur essentiel, qu'il compte débusquer avec l'aide d'un ex-détenu devenu prêtre, Percy Stevens.
Lorsque cet indic clé est abattu, l'affaire se complique. Sharp doit désormais protéger les seuls témoins du meurtre... cinq meneuses de claques de l'Université du Texas ! Pour que sa couverture soit crédible, Sharp doit emménager avec ces cinq jeunes filles incontrôlables et déchaînées.

## Fiche technique
- Titre : Garde rapprochée
- Titre original : Man of the House
- Titre de travail : Cheer Up
- Réalisation : Stephen Herek
- Assistant-réalisateurs : Jeffrey Wetzel, Courtenay Miles
- Scénario : Robert Ramsey, Matthew Stone, John J. McLaughlin, d'après une histoire de John J. McLaughlin et Scott Lobdell
- Photographie : Peter Menzies Jr.
- Montage : Chris Lebenzon
- Musique : David Newman
- Producteurs : Todd Garner, Steven Reuther, Allyn Stewart
- Producteur associé : Jeffrey Wetzel
- Producteurs exécutifs : Derek Dauchy, Marty P. Ewing, Tommy Lee Jones
- Société de production :  Revolution Studios, Bel-Air Entertainment
- Société de distribution : Columbia Pictures (États-Unis) Gaumont (France), TriStar Films
- Pays d'origine :  États-Unis
- Langue : Anglais
- Budget :  40 000 000 US $
- Tournage :du 6 octobre 2003 au 22 décembre 2003
- Genre : Comédie, Film policier
- Durée : 100 minutes
- Dates de sortie :
  -  États-Unis : 25 février 2005
  -  Royaume-Uni : 8 avril 2005
  -  Allemagne : 9 juin 2005
  -  Belgique : 22 juin 2005
  -  France : 3 août 2005
  -  Italie : 5 août 2005

## Distribution
- Tommy Lee Jones (V.F. : Claude Giraud) : Ranger Roland Sharp
- Cedric the Entertainer (V.F. : Paul Borne)  : Percy Stevens
- Christina Milian (V.F. : Nadine Girard) : Anne
- Paula Garcés (V.F. : Laëtitia Lefebvre) : Teresa
- Monica Keena (V.F. : Véronique Alycia) : Evie
- Vanessa Ferlito (V.F. : Vanessa Bettane) : Heather
- Kelli Garner (V.F. : Edwige Lemoine) : Barbara 'Barb' Thompson
- Anne Archer (V.F. : Maïté Monceau) : Professeur Molly McCarthy
- Brian Van Holt : Agent Eddie Zane
- Shea Whigham : Ranger Holt
- Terrence Parks : Ranger Riggs
- R. Lee Ermey (V.F. : Vincent Grass) : Capitaine Nichols
- Paget Brewster : Binky
- Shannon Woodward : Emma Sharp
- Liz Vassey : Maggie Swanson

Sources et légende : Version française (V. F.) sur Voxofilm